# 亞歷山德里夫卡 (海尼切斯克區)
46°21′43″N 34°24′24″E / 46.36194°N 34.40667°E
亞歷山德里夫卡（烏克蘭語：Олександрівка）是位於烏克蘭南部的村莊，由赫爾松州海尼切斯克區的新特羅伊齊克市鎮負責管轄。該村始建於1869年，面積41.8平方公里，海拔高度13米，2001年人口1,163，人口密度每平方公里27.8人。